# 大勳位金尺大綬章

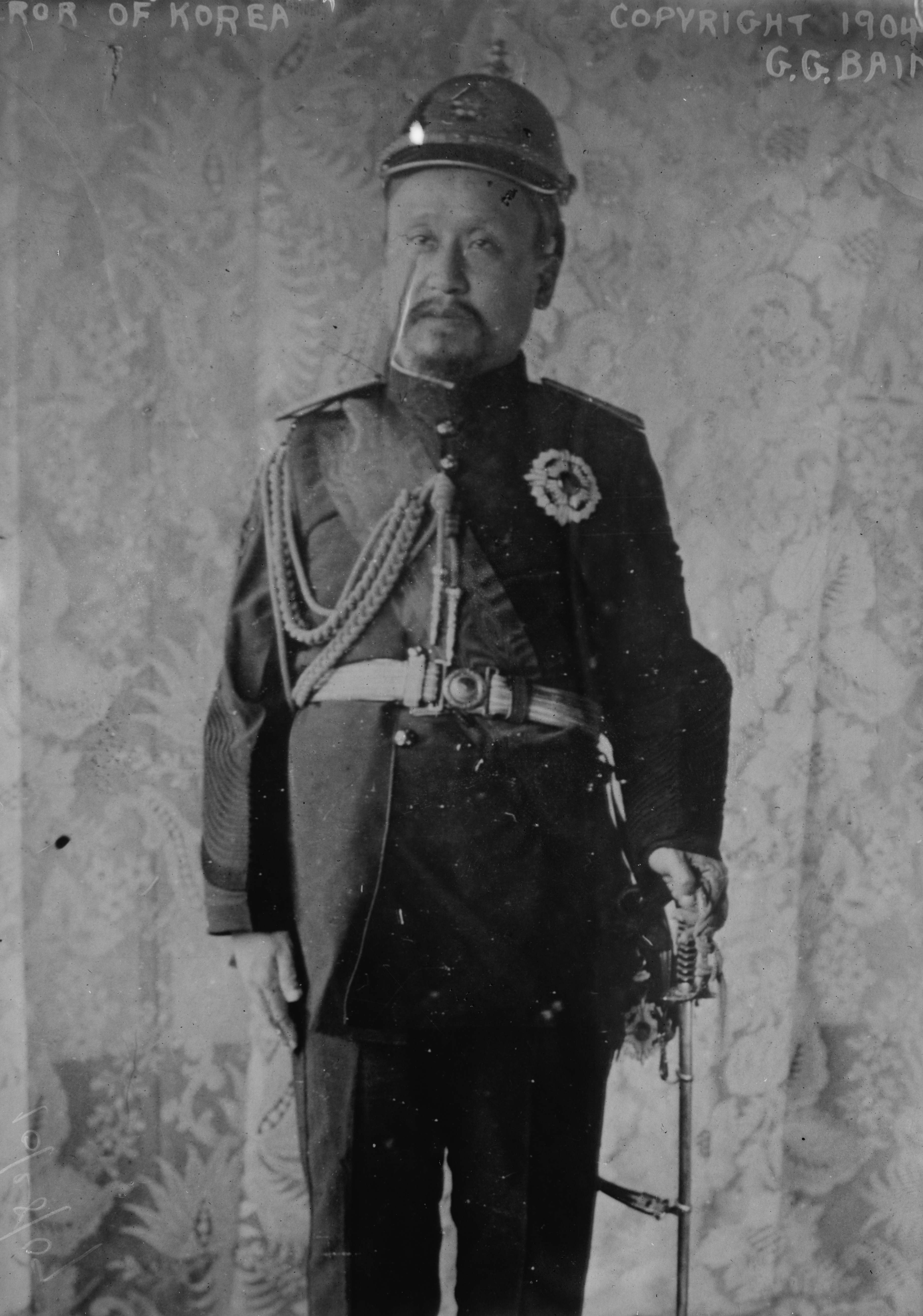
佩戴金尺大綬章的朝鮮高宗（1904年）

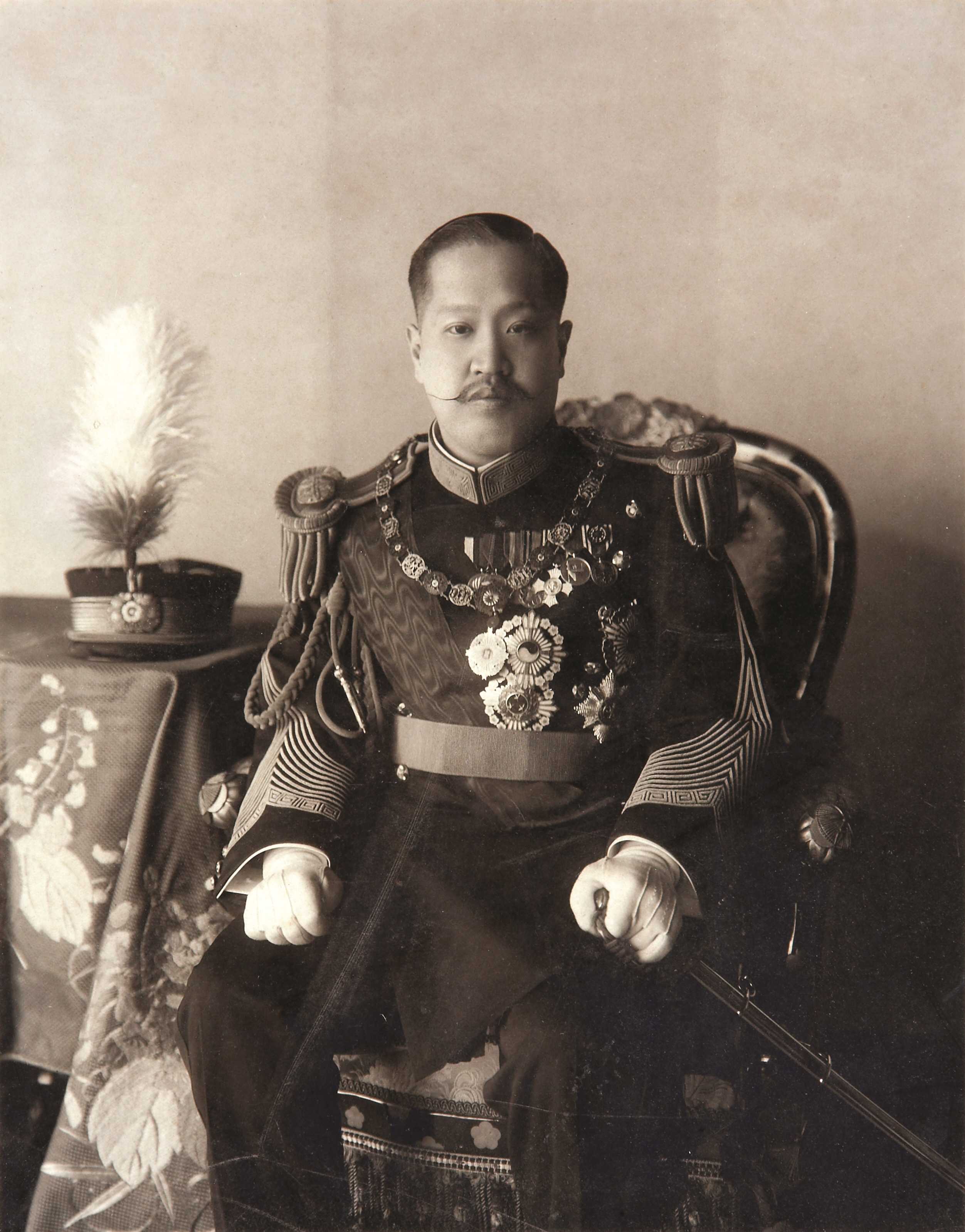
佩戴金尺大綬章和瑞星大绶章的朝鮮純宗（1909年）

大勳位金尺大綬章（：／）是大韓帝國最高級的勳章，创立于1900年，包含正章和副章，勋章名称来源于李成桂梦中受金尺的传说。根据大韩帝国颁布的《勋章条例》，身为皇室成员的皇帝和皇太子均可佩用大勳位金尺大綬章，而其他人员佩用该勋章须由皇帝特旨颁发。自1900年4月17日《勋章条例》发布，至1910年大韩帝国灭亡，同年8月29日纯宗被大日本帝国降为昌德宫李王为止，共有24名非大韩帝国皇室成员获颁金尺大勋章。

## 历史
1900年4月17日，大韓帝國颁布敕令第13號《勳章條例》，設立金尺大勳章、李花大勳章、太極章和紫鷹章。金尺大勋章的勋等为大勋位，高於大勳位瑞星大綬章，是大韩帝国最高级别的勋章。金尺大勳章得名於李成桂的金尺傳說，根據《朝鮮王朝實錄·太祖實錄》中的說法，李成桂夢見自己從神那裏得到了一把金尺，自此擁有天命，從而登上王位。此後這把金尺成為朝鮮王朝的聖物，寓意裁量天下，治理万民。金尺大勋章一般只由皇室佩用，但皇帝有时也会发布特旨将其授予瑞星大勋章受章者中有特别功勋的皇族和文武官员。受章者可以获得600至1000韓元的年俸或最高2000韩元的一次性赏金。

### 存世情况

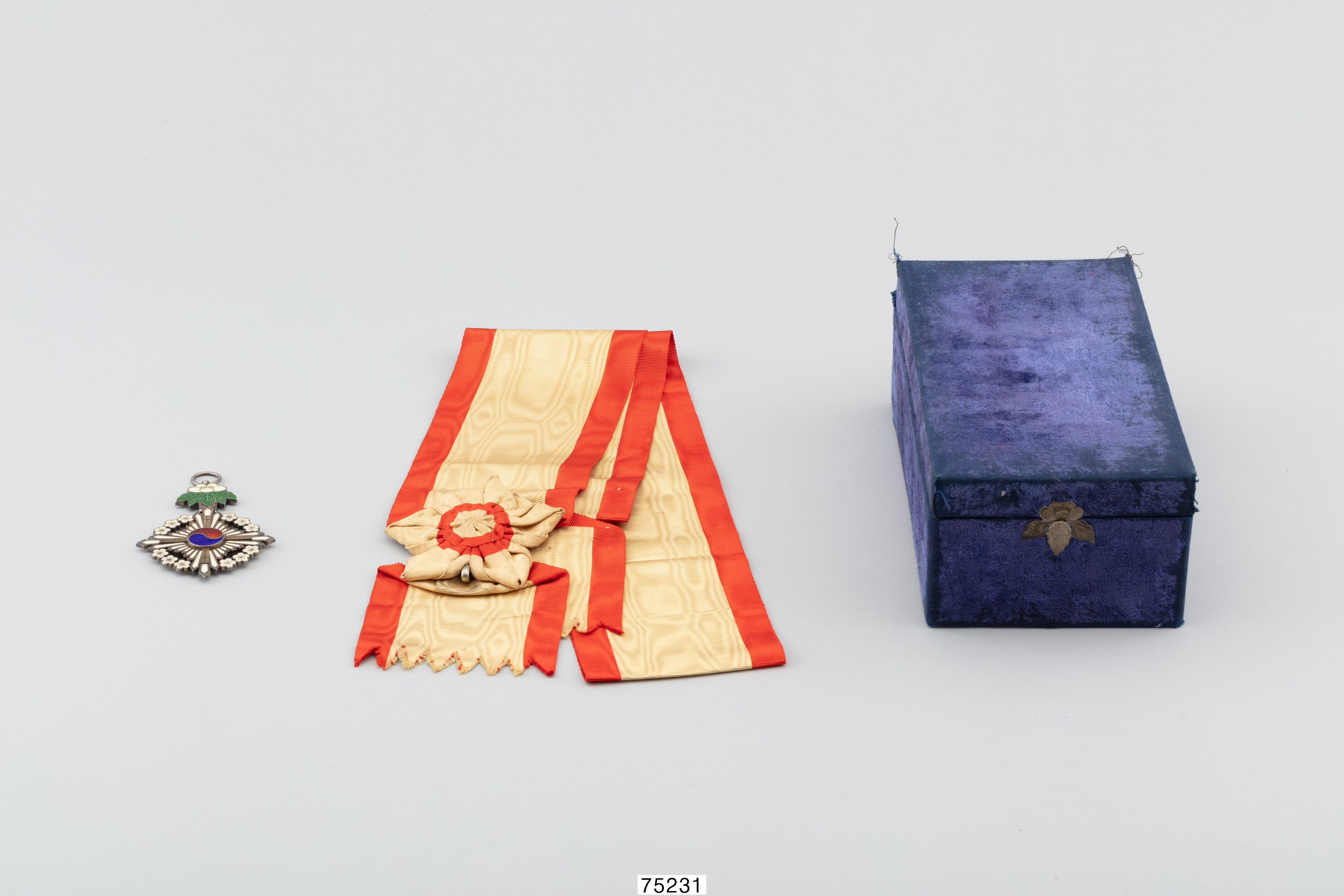
藏于国立民俗博物馆的金尺大勋章

大勋位金尺大绶章现今仍有存世者，例如大韩帝国大臣闵泳焕1905年11月30日在《乙巳条约》签订后愤而自杀次日获高宗追授之金尺大勋章。该枚勋章包括大绶在内总长163.5厘米，宽10.5厘米，目前藏于高丽大学博物馆。此外，韩国国立民俗博物馆内也收藏有金尺大勋章真品。
2018年7月，一套金尺大绶章（仅包含正章和副章）在美国eMedals网站上以1.4万美元成交。这套勋章为曾任美国勋章奖章学会主席的艾伯特·古德温博士旧藏。2023年8月，一套金尺大绶章（缺大绶带）在日本Yahoo!拍卖网站上以215.7万日元（含税237.27万日元）落槌成交。

## 設計
大勳位金尺大綬章由正章和副章组成。正章上有金质纹彩，直径为2寸5分（约8.32厘米），主体部分是十字形的金尺和金尺中央被金线环绕的青红太极，金尺的四端皆放射出白色的光线，光线与光线之间的空隙排列着三朵白李花。正章的环和把手由黄金制成，上饰一朵由五片绿叶支撑的白李花，叶片背面横写“金尺大勳”四个篆字。副章的花纹和材质与正章相同，但直径为3寸（约10厘米），背面阴刻“金尺大勳”四个篆字，并有银质的佩针。
佩戴大勳位金尺大綬章时，先将黄底红边线的大绶从右肩绕至左胁，末端交叉折叠后在下面佩上正章，然后将副章别在左胸前。略绶的材质与大绶相同，呈圆形，中央有一朵盛开的红李花，李花上环绕着金尺和金色的外边线，穿正装时通常从左衣领的纽扣孔中穿出。

## 受勳者列表

### 皇室成员
| 姓名                  | 肖像 | 职位                 | 国籍     |
| --------------------- | ---- | -------------------- | -------- |
| 李㷩 （大韩帝国高宗） |      | 皇帝                 | 大韓帝國 |
| 李坧 （大韩帝国纯宗） |      | 皇太子，后即位为皇帝 | 大韩帝国 |
| 李垠 （懿愍太子）     |      | 皇太子               | 大韩帝国 |

### 非皇室受勋者
| 年份                | 日期     | 姓名                                     | 肖像 | 职位                       | 国籍     | 出处   |
| ------------------- | -------- | ---------------------------------------- | ---- | -------------------------- | -------- | ------ |
| 1904年 （光武8年）  | 3月20日  | 海因里希亲王                             |      | 王子                       | 德國     | [ 10 ] |
| 1904年 （光武8年）  | 3月24日  | 伊藤博文                                 |      | 枢密院议长，侯爵           | 日本     | [ 11 ] |
| 1904年 （光武8年）  | 9月16日  | 李昇應                                   | －   | 完平君                     | 大韓帝國 | [ 12 ] |
| 1905年 （光武9年）  | 5月23日  | 伏见宫博恭王                             |      | 王                         | 日本     | [ 13 ] |
| 1905年 （光武9年）  | 12月1日  | 闵泳焕                                   |      | 陆军部长，忠正公           | 大韩帝国 | [ 14 ] |
| 1905年 （光武9年）  | 12月2日  | 赵秉世                                   | －   | 特进官，忠正公             | 大韩帝国 | [ 15 ] |
| 1906年 （光武10年） | 4月9日   | 李堈                                     |      | 义亲王                     | 大韩帝国 | [ 16 ] |
| 1907年 （光武11年） | 2月27日  | 利奥波德·克莱门斯·菲利普·奥古斯都·玛丽亚 |      | 大公                       | 奥匈帝国 | [ 17 ] |
| 1907年 （隆熙元年） | 8月27日  | 长谷川好道                               |      | 陆军大将，男爵             | 日本     | [ 18 ] |
| 1907年 （隆熙元年） | 10月18日 | 有栖川宫威仁亲王                         |      | 亲王                       | 日本     | [ 19 ] |
| 1907年 （隆熙元年） | 10月18日 | 桂太郎                                   |      | 陆军大将，侯爵             | 日本     | [ 19 ] |
| 1907年 （隆熙元年） | 10月18日 | 东乡平八郎                               |      | 海军大将，伯爵             | 日本     | [ 19 ] |
| 1908年 （隆熙2年）  | 1月29日  | 山县有朋                                 |      | 枢密院议长，陆军大将，公爵 | 日本     | [ 20 ] |
| 1908年 （隆熙2年）  | 1月29日  | 西园寺公望                               |      | 内阁总理大臣，侯爵         | 日本     | [ 20 ] |
| 1908年 （隆熙2年）  | 5月11日  | 竹田宫恒久王                             |      | 王                         | 日本     | [ 21 ] |
| 1909年 （隆熙3年）  | 7月21日  | 梨本宫守正王                             |      | 王                         | 日本     | [ 22 ] |
| 1909年 （隆熙3年）  | 9月22日  | 李載冕                                   |      | 完興君                     | 大韩帝国 | [ 23 ] |
| 1909年 （隆熙3年）  | 9月22日  | 尹澤榮                                   |      | 海丰府院君                 | 大韩帝国 | [ 23 ] |
| 1909年 （隆熙3年）  | 9月22日  | 李載完                                   |      | 完順君                     | 大韩帝国 | [ 23 ] |
| 1910年 （隆熙4年）  | 4月16日  | 朝香宫鸠彦王                             |      | 王                         | 日本     | [ 24 ] |
| 1910年 （隆熙4年）  | 8月26日  | 閔丙奭                                   |      | 宫内府大臣                 | 大韩帝国 | [ 25 ] |
| 1910年 （隆熙4年）  | 8月26日  | 李完用                                   |      | 内阁总理大臣               | 大韩帝国 | [ 25 ] |
| 1910年 （隆熙4年）  | 8月27日  | 李載覺                                   |      | 義陽君                     | 大韩帝国 | [ 26 ] |
| 1910年 （隆熙4年）  | 8月27日  | 李埈鎔                                   |      | 永宣君                     | 大韩帝国 | [ 26 ] |

## 引用
1. 1 2 3 4 5  . 高宗實錄. 국사편찬위원회. 1900-04-17  [2016-02-25]. （原始内容存档于2013-10-04）.
2. ↑  . 高宗實錄. 국사편찬위원회. 1900-04-17  [2016-02-25]. （原始内容存档于2017-07-09）.
3. ↑  김미래; 조우현.  . Journal of the Korean Society of Costume. 2018-11-28, 68 (8): 101－112. doi:10.7233/jksc.2018.68.8.101.
4. ↑  이강칠 (1999), p. 113
5. ↑  고려대 박물관.  . 고려대학교 박물관. 2005: 24.
6. ↑  . e뮤지엄.   [2022-05-09]. （原始内容存档于2022-09-18）.
7. ↑  （英文）. eMedals. 2018-07  [2023-08-24]. （原始内容存档于2023-08-24）.
8. ↑  （日語）. ヤフオク!. 2023-08  [2023-08-21]. （原始内容存档于2023-08-21）.
9. 1 2  이강칠 (1999), p. 91~92
10. ↑  . 高宗實錄. 국사편찬위원회. 1904-03-20  [2016-02-25]. （原始内容存档于2021-10-26）.
11. ↑  . 高宗實錄. 국사편찬위원회. 1904-03-24  [2016-02-25]. （原始内容存档于2021-12-15）.
12. ↑  . 高宗實錄. 국사편찬위원회. 1904-03-24  [2016-02-25]. （原始内容存档于2022-04-14）.
13. ↑  . 高宗實錄. 국사편찬위원회. 1905-05-23  [2016-02-25]. （原始内容存档于2022-05-01）.
14. ↑  . 高宗實錄. 국사편찬위원회. 1905-12-01  [2016-02-25]. （原始内容存档于2021-12-15）.
15. ↑  . 高宗實錄. 국사편찬위원회. 1905-12-02  [2016-02-25]. （原始内容存档于2021-12-15）.
16. ↑  . 高宗實錄. 국사편찬위원회. 1906-04-09  [2016-02-25]. （原始内容存档于2021-12-15）.
17. ↑  . 高宗實錄. 국사편찬위원회. 1907-02-27  [2016-02-25]. （原始内容存档于2021-12-15）.
18. ↑  . 純宗實錄. 국사편찬위원회. 1907-08-27  [2016-02-25]. （原始内容存档于2021-12-15）.
19. ↑  . 純宗實錄. 국사편찬위원회. 1907-10-18  [2016-02-25]. （原始内容存档于2021-12-15）.
20. ↑  . 純宗實錄. 국사편찬위원회. 1908-01-29  [2016-02-25]. （原始内容存档于2021-12-15）.
21. ↑  . 純宗實錄. 국사편찬위원회. 1908-05-11  [2016-02-25]. （原始内容存档于2021-12-15）.
22. ↑  . 純宗實錄. 국사편찬위원회. 1909-07-21  [2015-04-05]. （原始内容存档于2021-12-15）.
23. ↑  . 純宗實錄. 국사편찬위원회. 1909-09-22  [2016-02-25]. （原始内容存档于2021-12-15）.
24. ↑  . 純宗實錄. 국사편찬위원회. 1910-04-16  [2016-02-25]. （原始内容存档于2021-12-15）.
25. ↑  . 純宗實錄. 국사편찬위원회. 1910-08-26  [2016-02-25]. （原始内容存档于2021-12-15）.
26. ↑  . 純宗實錄. 국사편찬위원회. 1910-08-27  [2016-02-25]. （原始内容存档于2021-12-15）.